# Károly burgundi herceg
Merész Károly (franciául: Charles le Téméraire, hollandul: Karel de Stoute), (Dijon, 1433. november 11. – Nancy közelében, 1477. január 5.) Burgundia hercege 1467-től haláláig.
Az időnként Rettegett Károlyként emlegetett herceg (Charles le Terrible) a Valois-házból származó utolsó burgundi herceg volt, korai halála az európai történelem egyik jelentős, bár kevéssé értékelt mozzanata.
Halála után megkezdődött a független és meglehetősen tekintélyes Burgundi Hercegség felbomlása. A hercegség a Habsburg család kezébe került, amit Franciaország nem fogadott el, és a következő évszázadban számos európai háború robbant ki a burgundi területek újraosztásáért.

## Élete

### Fiatalkora
Apja III. Jó Fülöp burgundi herceg, anyja Doña Isabel de Portugal, I. János portugál király leánya, Fülöp harmadik felesége volt. 1433-ban született Dijon városában, szülei harmadik gyermekeként. Születésekor a Charolais grófja címet kapta, majd apja az Aranygyapjas rend lovagjává és I. Károly néven Nevers grófjává nevezte ki, amikor még csak húsz napos volt. Nevelője Seigneur d’Auxy volt és már fiatalkorában nagy jártasságot szerzett a hadtudományokban. Apja udvartartása az egyik legfényűzőbb volt a korabeli Európában, a művészetek, a kultúra és a haladó gondolkodás egyik fellegvára. A fiatal Károly tanúja volt apja küzdelmének, aki központi irányítás alatt akarta egyesíteni a korábban önálló és meglehetősen széttagolt burgundi birtokokat és később ő is átvette ezt a törekvést.

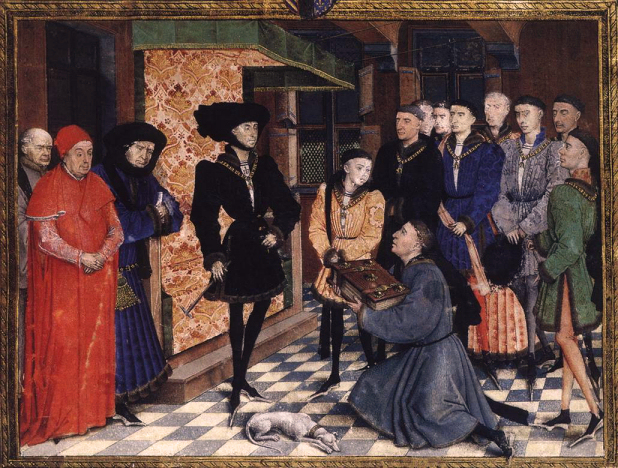
Károly fiatalkorában apja, Jó Fülöp mellett. Rogier van der Weyden képe 1447/8-ból

1438-ban, ötéves korában apja feleséget szerzett neki Valois Katalin hercegnő (1428 – Brüsszel, 1446. július 30.), VII. Károly francia király leányának személyében, akit két évvel később, 1440-ben feleségül is vett. A feleség maga is csak öt évvel volt idősebb Károlynál és 1446-ban, 18 évesen elhunyt. Házasságukból nem született gyermek.
1454-ben, 21 éves korában ismét házasodni akart, választottja Margit yorki hercegnő (Fotheringhay kastély, 1446. május 3. – Mechelen, 1503. április 16.) unokatestvérének, Plantagenet Richárd York 3. hercegének leánya, a későbbi IV. Eduárd és III. Richárd angol királyoknak nővére volt. Azonban az 1435-ben megkötött arrasi szerződés értelmében a burgundi herceg csak a francia királyi családból származó hercegnővel köthetett házasságot. Ezért apja Bourbon Izabella hercegnőt (1436 – Antwerpen, 1465. szeptember 26.) választotta számára, aki Fülöp nővérének lánya és VII. Károly távoli rokona volt. Házasságukból született leányuk, Burgundi Mária volt Károly egyetlen gyermeke, a burgundi birtokok örököse. Azonban Izabella is meghalt 1465-ben.
Károly személyesen ismerte sógorát, első feleségének öccsét, Valois Lajost, a francia trón örökösét, a későbbi XI. Lajost, aki a burgundi udvarban töltötte száműzetését 1456-tól apja 1461-es haláláig. Lajos trónra lépése után azonban apja terjeszkedési politikáját folytatta, részben Burgundia rovására. Első lépésként visszaszerezte a Somme folyó mentén fekvő városokat, amelyeket apja, VII. Károly engedett át Burgundi Fülöp hercegnek az 1435-ös arrasi szerződésben. Miután Fülöp idős kora és gyengülő egészsége nem engedte meg, hogy erőteljesen fellépjen a franciák ellen, Károly egyre inkább kézbe vette a hercegség irányítását és miután 1465. április 12-én apja rendeletben átadta neki minden hatalmát, megkezdődött a Francia Királyság ellen vívott háborúinak hosszú sorozata.
Izabella halála után Károlynak felajánlották Lajos leánya, Beaujeu-i Anna hercegnő kezét, de harmadik felesége végül mégis Yorki Margit lett 1468-ban. Apjának halála és az arrasi szerződés felmondása után Károly elhatározta, hogy a francia királyok régi ellenségével, Anglia uralkodójával lép szövetségre. Lajos király mindent megtett, hogy a házasságot és a szövetséget meghiúsítsa, még francia hadihajókat is küldött, hogy Margitot elfogja, miközben átkel a csatornán. A házasságot, amelyet a vőlegény távollétében (per procurationem) 1468. február 16-án már megkötöttek, július 9-én követte a fényes ünnepségek mellett megtartott hivatalos esküvő is Brüsszelben. Károly ugyanekkor megkapta a Térdszalagrend lovagja címet is. Ebből a házasságból nem született gyermek, de Margit nagy figyelemmel nevelte a férjének előző házasságából született Máriát, és az ő halála után felnevelte annak csecsemő gyermekeit is. Margit túlélte Károlyt, és a három feleség közül ezzel egyedül viselte a Burgundia hercegnője címet, hiszen Katalin és Izabella is Fülöp uralkodása alatt halt meg és hivatalosan csak a Charolais grófnője címet viselhették.

### Első háborúi
1465. április 12-én Fülöp átadta a kormányzást Károlynak, aki nekilátott a Lajos elleni háború előkészületeinek. Még abban az évben, július 13-án összecsaptak a montlhéryi csatában, ahol Károly diadalmaskodott, de sem a végső győzelmet nem tudta kikényszeríteni, sem Lajost nem tudta abban megakadályozni, hogy visszatérjen Párizsba. Később sikerült elérnie, hogy Lajos aláírja a conflans-i szerződést (1465. október 4.), amelynek értelmében Lajos visszaadta a Somme folyó menti városokat, Boulogne és Guînes grófságokat és számos kisebb birtokot. A szerződést előkészítő tárgyalások során halt meg Izabella, Károly második felesége és hirtelenjében felrémlett egy dinasztikus házasság lehetősége: Lajos felajánlotta Károlynak újszülött lánya, Anna kezét, de utóbbi nem fogadta el azt.
Bár időközben Károlynak sikerült elfoglalnia Ponthieu tartományt, a Liège-i Püspökségben apja, illetve sógora, Bourbon Lajos ellen kitört felkelés miatt nem tudott tovább Franciaországban maradni. A francia hadjárat során Dinant városában olyan rémhírek terjedtek el, hogy Károly alulmaradt a csatában és hogy Izabella, valamint Heinsburgi János liège-i püspök törvénytelen gyermek. Károly erre 1466. augusztus 25-én elfoglalta Dinant-t és mivel eltökélte, hogy megbosszulja a saját és anyja becsületén ejtett foltot, a város összes lakosát lemészároltatta. Ezután nem meglepő, hogy a püspökség békét ajánlott neki. Fülöp 1467. június 15-én meghalt és Károly örökölte minden címét. Fülöp halála miatt azonban a püspökség ismét hadat üzent Károlynak, aki Sint-Truiden mellett legyőzte a püspök seregeit, elfoglalta a várost, leromboltatta a falait és megvonta bizonyos előjogait.

### A péronne-i szerződés és Liège ostroma
Károly hadi sikereitől megriadva és a conflansi szerződés bizonyos részeinek végrehajtásával kapcsolatos viták leple alatt Lajos tárgyalásokat kezdeményezett Károllyal és vakmerően a kezére adta magát Péronne városában. A tárgyalások alatt azonban Károlyt arról értesítették, hogy Liège ismét felkelt ellene, a felkelést titokban maga Lajos szította. Miután Károly négy napig gondolkodott, hogy mit kezdjen a felkelőkkel és a felkelés kitervelőkével, aki lovagiasságában bízva a kezére adta magát, Károly folytatta a tárgyalásokat Lajossal és 1468. október 14-én megkötötték a péronne-i szerződést (amelyben Lajos átengedte neki Ponthieu tartományt). Károly ekkor arra kényszerítette Lajost, hogy vele együtt vonuljon Liège ellen, a két uralkodó katonái együtt fogták ostrom alá a várost és miután legyőzték a védőket, a város minden lakosát lemészárolták.
A péronne-i szerződésben előírt egyéves fegyverszünet lejárta után Lajos árulással vádolta Károlyt, a párizsi parlament elé idézte és 1471-ben elfoglalta a Somme melletti városokat. Károly erre jelentős burgundi sereg élén Franciaországba vonult, elfoglalta Nesle városát és a lakosságot megintcsak lemészárolta. Azonban Beauvais ostroma kudarcba fulladt, a francia sereget nem tudta csatára kényszeríteni és meg kellett azzal elégednie, hogy visszavonulása során több, mint kétezer francia falut, várost és kastélyt égetett fel.

### Belpolitikai és birodalomépítési törekvései

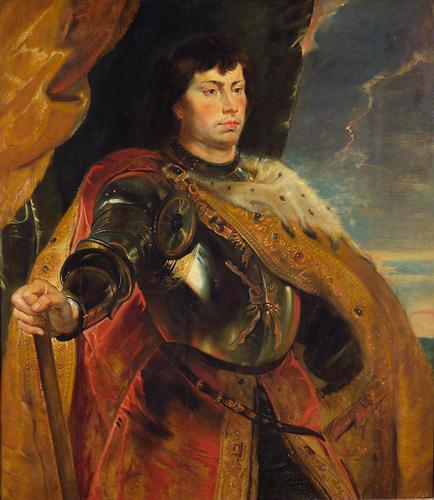
Merész Károly portréja, Pieter Paul Rubens festménye

A francia király elleni háborúskodás sem tudta teljesen elterelni figyelmét a hercegség belügyeiről. Hogy kiadásait csökkentse, némileg mérsékelte az apja udvarára jellemző fényűzést és nekilátott a hercegség közigazgatásának és hadügyeinek rendbetételéhez. Bár seregébe továbbra is a feudális hűbéresi rendszer alapján toborozta katonáit, azokat azonban szigorú fegyelemre és engedelmességre szoktatta, amit tovább erősített külföldi (elsősorban angol és olasz) zsoldosok szerződtetésével. Nekilátott a burgundi tüzérség megszervezésének is.
Emellett nem mulasztott el egyetlen alkalmat sem, hogy birtokait tovább növelje: 1469-ben Zsigmond osztrák főherceg a saint-omeri szerződéssel eladta neki Rajna-menti birtokait, Ferrette grófságát és az elzászi őrgrófságot. 1470 októberében sógora, IV. Eduárd angol király és udvara keresett menedéket a burgundi udvarban, amíg a Lancaster-házból származó VI. Henrik angol király foglalta el a trónt. A rákövetkező évben IV. Eduárd burgundi segítséggel partra szállt Angliában és visszafoglalta a trónt. 1472-ben Károly megvásárolta a Gueldersi Grófság öröklési jogát Arnold hercegtől, akit támogatott fia lázadásának leverésében. Mindez nem volt elég neki és királyi címet akart szerezni, és elérte III. Frigyes német-római császár beleegyezését, hogy Trier városában királlyá koronázza. A ceremóniára 1473 szeptemberében került volna sor, de a császár, miután megriadt a herceg viselkedésétől, az éj leple alatt elmenekült.

### Uralmának vége
A következő évben, 1474-ben Károly háborúk sorába keveredett, amelyek végül halálát okozták. Először Zsigmond főherceggel került konfliktusba, miután megtagadta, hogy visszaadja neki a korábban megvásárolt birtokokat az előre megállapított összegért. Ezután háborúba keveredett a Svájci Konföderációval, miután azok támogatták a Rajna felső folyása mellett fekvő városok felkelését, akiket a hercegi helytartó, Peter von Hagenbach kegyetlensége és zsarnoksága háborított fel. (1474. május 9-én a korábbi helytartót egy különleges nemzetközi bíróság elítélte és kivégeztette). Végül összetűzésbe keveredett II. René herceggel, Lotaringia urával, akinek hercegsége éket vert Károly két nagy birtoka, Flandria és a németalföldi tartományok, valamint a burgundiai hercegség közé. XI. Lajos király bátorításával a három ellenség hamarosan szövetséget kötött és közösen léptek fel Károly ellen.

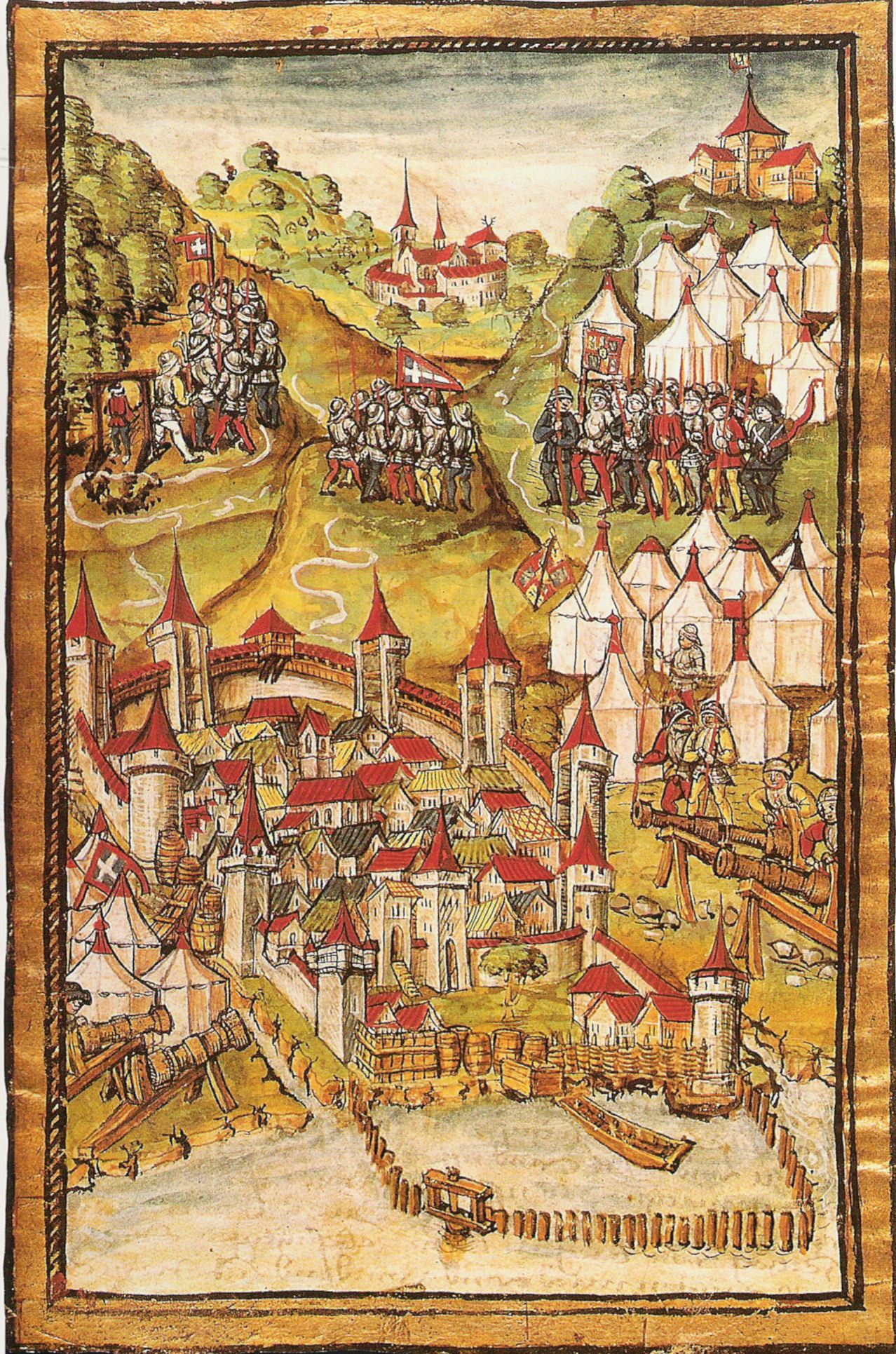
A murteni csata (1476) képe a Luzerni Krónikában (1513)

Károly első kudarcát rokona, Ruprecht kölni érsek és palotagróf megsegítésekor szenvedte el. Összesen 10 hónapot töltött 1474 júliusa és 1475 júniusa között az érsek lázadó alattvalói elleni harccal, a Rajna-menti kisváros, Neuss ostroma során. Az ostromot végül kénytelen volt feladni, amikor egy jelentős császári sereg közeledéséről kapott híreket. Bár sikerült sógorát, IV. Eduárd angol királyt rávenni, hogy hadba lépjen XI. Lajos ellen, de a picquigny-i szerződés megkötésével (1475. augusztus 29.) a két uralkodó kibékült, és XI. Lajos teljes erejével Károly ellen fordulhatott. Károly csak Lotaringiában ért el sikereket: november 30-án elfoglalta Nancy városát.
Nancy elfoglalása után Károly a svájciak ellen indult és bevette Grandson várát (Vaud kanton), Savoyai Jacques hercegnek, Romont grófjának, Vaud bárójának birtokát, amelyet a svájciak nem sokkal korábban foglaltak el. A helyőrség megadta magát, ennek ellenére Károly felakasztatta vagy vízbe fojtatta a túlélőket. Néhány nappal később, az 1476. március 2-án vívott grandsoni csatában azonban a svájci csapatok súlyos vereséget mértek rá, és menekülnie kellett. Károlyt csak kisszámú kísérete követte, teljes tüzérsége és összes hadfelszerelése, valamint személyes kincstára (benne ezüst fürdőkádjával) a svájciak kezére került.
Ezután Károlynak sikerült egy 30 000 fős hadsereget toboroznia, és 1476 júniusában ostrom alá fogta Murten (Morat) városát, de a svájciak, II. René herceg lovasságával megerősítve, 1476. június 22-én ismét vereséget mértek rá. Most Károly nem vesztett el annyi hadfelszerelést, de seregének legalább harmada odaveszett, akiket a svájciak a közeli tóba szorítottak, ahol vagy megfulladtak, vagy lelőtték őket, miközben próbáltak a túlpartra úszni. Október 6-án II. René herceg visszafoglalta Nancy városát is.

### Halála

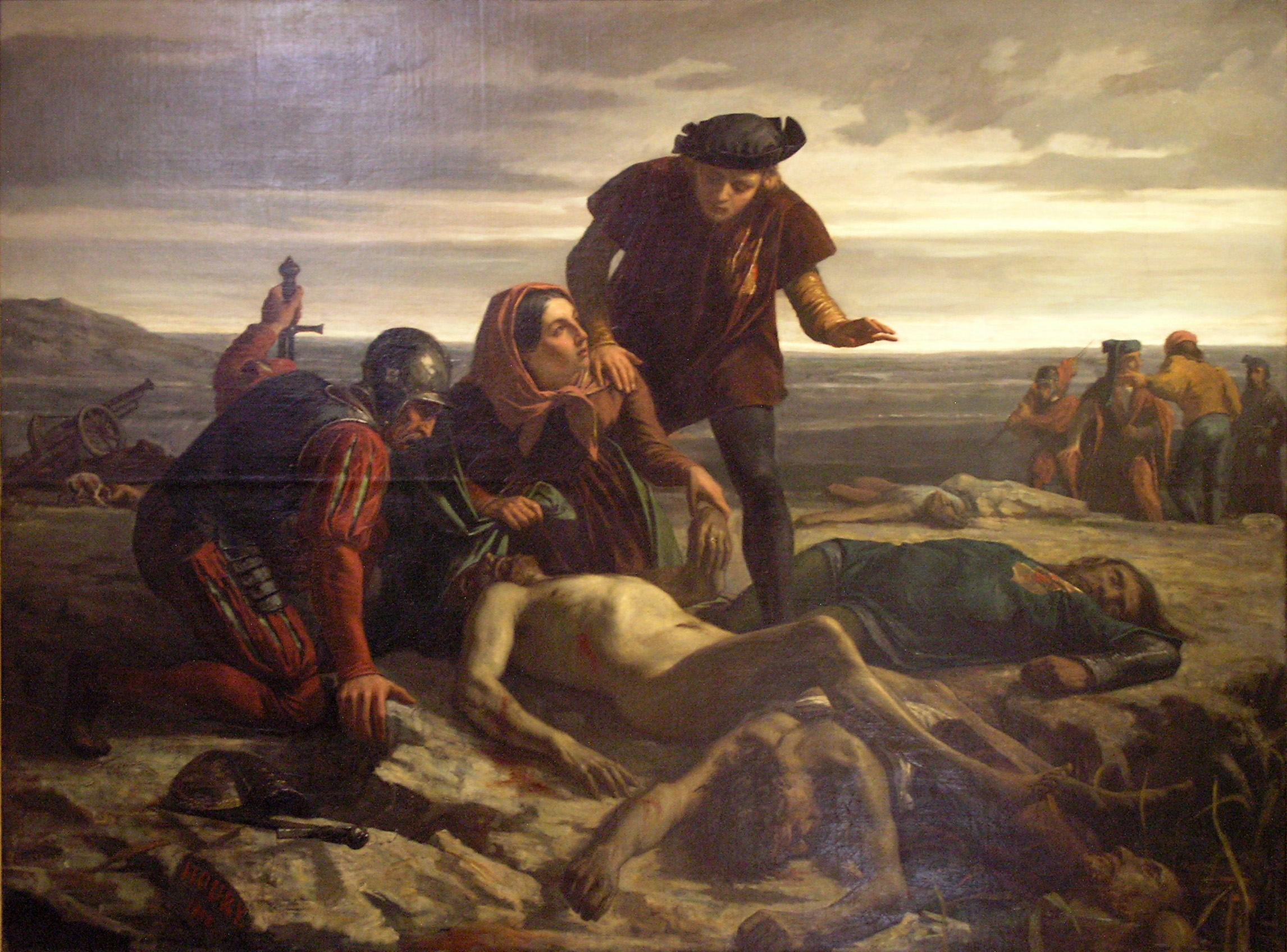
Merész Károly holttestének azonosítása a nancyi csata után. Ismeretlen festő alkotása.

Károly ezután sem adta fel. Ismét sereget toborzott, és a tél közepén ostrom alá fogta a felső-lotaringiai Nancy városát. A rendkívüli hideg miatt rengeteg katonáját elvesztette, csak pár ezer túlélővel állt ki a város felmentésére érkező svájci–lotaringiai sereg ellen. Az 1477. január 5-én vívott nancyi csatában maga Károly herceg is életét vesztette, kifosztott, meztelen holttestét csak több nap múlva találták meg. Addigra arcát annyira összemarcangolták a vadállatok, hogy csak saját orvosa tudta azonosítani régi sebhelyei alapján.

### Öröksége
Károly egyetlen örököse 19 éves, férjezetlen lánya, Burgundi Mária volt. Az ő jövendő férje joggal számíthatott a burgundi hercegség összes birtokára ezért a házasságnak európai nagyhatalmi vonatkozásai is voltak. Mind Lajos francia királynak, mint III. Frigyes császárnak voltak férj-jelölt fiai. Károly, halála előtt, már kezdeményezte a császár fiának, Miksának és Mária hercegnőnek házasságát, de semmi konkrét lépést nem tett. Lajos időközben arra összpontosított, hogy katonai erővel szerezze meg magának a burgundi területeket, elsősorban a burgundi hercegséget, amely francia hűbérbirtoknak számított. Ezzel maga rombolta le esélyét a házasságra. Frigyes császár kihasználta az alkalmat, és Mária mostohaanyjának, Yorki Margit hercegnőnek segítségével Máriát hozzáadta saját fiához, Miksa főherceghez, a későbbi császárhoz.
Az utókor és a történészek úgy emlékeznek Merész Károly hercegre, mint a középkori feudális nemesurak utolsó képviselőjére, akinek katonai rátermettségén és bátorságán kívül semmilyen más tehetsége nem volt az uralkodáshoz. Sajnálatos módon a lovagi erényeknek nem volt megfelelő képviselője, hiszen hadjáratai során ellenségeivel szemben igen gyakran volt kegyetlen és irgalmat nem ismerő. Utolsó éveiben mutatott viselkedése alapján azt is feltételezik, hogy megőrült.

## Címei
- 1433 – 1477. január 5.: Charolais grófja mint  I. Károly
- 1467. június 15. – 1477. január 5.: Burgundia hercege, mint I. Károly
- 1467. június 15. – 1477. január 5.: Brabanti herceg, mint  I. Károly
- 1467. június 15. – 1477. január 5.: Limburg hercege, mint I. Károly
- 1467. június 15. – 1477. január 5.: Lotaringia hercege, mint I. Károly
- 1467. június 15. – 1477. január 5.: Luxemburg hercege, mint  II. Károly
- 1467. június 15. – 1477. január 5.: Namur grófja, mint I. Károly
- 1467. június 15. – 1477. január 5.: Burgundia palotagrófja, mint I. Károly
- 1467. június 15. – 1477. január 5.: Artois grófja, mint I. Károly
- 1467. június 15. – 1477. január 5.: Flandria grófja, mint II. Károly
- 1467. június 15. – 1477. január 5.: Hainaut grófja, mint I. Károly
- 1467. június 15. – 1477. január 5.: Holland grófja, mint I. Károly
- 1467. június 15. – 1477. január 5.: Zeeland grófja, mint I. Károly
- 1473. február 23. – 1477. január 5.: Guelders grófja, mint I. Károly
- 1473. február 23. – 1477. január 5.: Zutphen grófja, mint I. Károly